# 邹志华
邹志华（1939年12月8日—2020年10月31日），江苏常州人，中国排球运动员、教练员。

## 生平
邹志华身高1.85米，1958年进入江苏省队，先后担任过主攻手、副攻手和二传手。1962年，被选入中国国家青年队，1965年获运动健将称号，1974年退役。1975年，被派任江苏男排主教练，他所执教的江苏男排在1979、1980、1981年3次获全国冠军，前后向中国男排输送了赵善之、李连帮、曹平、张友生、邱安和、薛永业。1983年，任中国国家男子排球队教练，同年被评为高级教练。1984年，任中国男排主教练，曾率队参加1984年夏季奥林匹克运动会，获得第八名；此外他还带队获得了1986年亚洲运动会冠军。1988年返回江苏，1990年开始担任江苏男女排球队总教练，向中国男排输送了卢卫中；向中国女排输送了孙玉月、沈岚、茅菊兰。2020年10月31日去世。